# Ferdinand I. Habsburško-Lotarinški
Ferdinand I. Habsburško-Lotarinški (s polnim imenom Karl Leopold Joseph Franz Marcellin; imenovan tudi Ferdinand Dobrotljivi), avstrijski cesar od 1835 do 1848 in ogrski kralj kot Ferdinand V. od 1830 ,* 19. april 1793, Dunaj; † 29. junij 1875, Praga.

## Življenje
Ferdinand I. je bil najstarejši sin Franca I. Avstrijskega in Marije Terezije Burbonsko-Neapeljske »princese Obeh Sicilij«. Leta 1831 se je poročil z Marijo Ano Savojsko, vendar v zakonu nista imela otrok, kar je verjetno posledica njegovega zdravja. Trpel je za napadi epilepsije in hidrocefalijo in bil v razvoju zaostal.
Od leta 1829 je sodeloval pri nekaterih vladarskih poslih, leta 1830 pa je bil kronan za ogrskega kralja, vendar je bila do smrti očeta njegova samostojnost zelo omejena. Po očetovi smrti je bil kronan za cesarja, vendar zaradi omejenih sposobnosti ni vladal samostojno, temveč je v njegovem imenu vladala državna konferenca, ki so jo sestavljali nadvojvoda Franc Karel in nadvojvoda Ludvik, državni kancler Metternich, grof Franz Anton von Kolowrat-Liebsteinsky. Po vodilni osebnosti konference, knezu Metternichu, obdobje Ferdinandovega vladanja pogosto imenujemo metternichov absolutizem.
Leta 1836 je bil kot zadnji Habsburžan kronan za češkega, leta 1838 za lombardskega kralja.
Po izbruhu marčne revolucije leta 1848 je z dvorom pobegnil v Innsbruck, se na Dunaj vrnil avgusta in po izbruhu oktobrske vstaje pobegnil v Olomouc. Tam je 2. decembra 1848 odstopil v korist nečaka, Franca Jožefa.
Po odstopu je živel na Moravskem in v Pragi ter se ukvarjal z vodenjem svojih čeških posesti, ki so pod njegovim vodstvom cvetela.